# Ириней (Клипенштейн)
Епи́скоп Ирине́й (в миру Влади́мир Я́ковлевич Клипенште́йн; род. 21 июня 1939, Николайполь) — временно запрещённый в служении епископ неканонической РПЦЗ Агафангела (Пашковского) с титулом «епископ Верненский и Семиреченский». Ранее служил в РИПЦ, РПЦЗ и РПЦ.

## Биография
Родился 21 июня 1939 года в немецком поселении Николайполь (Киргизия). Происходит из немецкой семьи, предки которой проживали в Запорожье и Поволжье и были депортированы в Киргизию накануне Великой Отечественной войны. Получил высшее образование по специальности «геолог». В 1980 году успешно защитил диссертацию «Пермский вулканизм Срединного Тянь-Шаня» на соискание учёной степени кандидата геолого-минералогических наук.
8 марта 1981 году принял крещение в православной церкви. 4 декабря 1984 году в Ташкенте архиепископом Ташкентским и Среднеазиатским Варфоломеем (Гондаровским) был рукоположен во священника. Приходское служение совершал в городе Пржевальск Киргизской ССР, где сблизился с «катакомбниками».
В 1988 году поступил на заочный сектор Московской духовной семинарии.
В 1991 году во время посещения Германии был принят в юрисдикцию Берлинско-Германской епархии Русской Православной Церкви Заграницей. По возвращении в Киргизию перевёл в юрисдикцию РПЦЗ православный приход в городе Чалдовар (Киргизия).
В 1998 году был отстранён от служения и выведен за штат, после чего переехал в Германию.
В 2000 году перешёл в юрисдикцию «Русской Истинно-Православной Церкви», которая на тот момент находилась в подчинении Архиерейского Синода РПЦЗ и был назначен благочинным в пределах Казахстана и Средней Азии. В 2001 году РИПЦ отпала в раскол, будучи в формальном подчинении у синода митрополита Виталия.
В марте 2002 году пострижен в монашество с наречением имени Ириней и возведением в сан игумена и вскоре — архимандрита.
17-18 апреля 2002 года храме Иверской Иконы Божией Матери в Воронеже принял участие в II-го Всероссийском Совещании архиереев, духовенства и мирян РИПЦ.
6 августа 2002 году архиепископом Лазарем (Журбенко), епископом Вениамином (Русаленко) и епископом Дионисием (Алфёровым) рукоположен во «епископа Верненского», викария «архиепископа Одесского и Тамбовского» Лазаря (Журбенко).
25 июня 2003 году возглавил новоучреждённую Верненско-Семиреченскую епархию РИПЦ, охватывающую территорию Казахстана и Средней Азии.
5 июля 2003 года орган управления приходами РИПЦ — Архиерейское совещание Российских преосвященных — было преобразовано в Архиерейский синод Русской истинно-православной церкви, куда вошёл и епископ Ириней.
24 ноября 2006 году назначен «епископом Одесским и Харьковским», объединявших приходы на территории Украины и Молдовы.
После смерти «архиепископа» Лазаря (Журбенко) в 2005 году Ириней (Клипенштейн) и Дионисий (Алфёров) составили внутрицерковную оппозицию новому первоиерарху «Русской Истинно-Православной Церкви» «архиепископу» Тихону (Пасечнику), взявшему курс на отождествление РИПЦ с полнотой Русской Православной Церкви и отказ от диалога с другими «осколками» РПЦЗ. Следствием развития противостояния стало освобождение «епископа» Иринея от управления епархией, произошедшее в июле 2007 года.
В начале 2010 года принял решение о переходе в юрисдикцию РПЦЗ(А), куда был принят 16 июня 2010 года. Епископу Иринею был усвоен титул «Верненский и Семиреченский» с поручением управления приходами в Киргизии и Казахстане (за исключением его северных областей), а также временно управлять приходами Лионской и Западно-Европейской епархии. Одновременно в РПЦЗ(А) из РИПЦ перешла Западно-Европейская епархия
17 сентября 2010 года Ириней (Клипенштейн) назначен правящим архиереем в Западно-Европейскую епархию с титулом «Лионский и Западно-Европейский».
В начале 2011 года, не советуясь ни с кем, принял в свою юрисдикцию в сущем сане группу националистически настроенных клириков Киевского Патриархата, предоставив им самостоятельный статус внутри «РПЦЗ(А)». По словам одного из активистов этой группы, принятые из УПЦ-КП священники и приходы «являются независимыми и административно не входят в юрисдикцию РПЦЗ, но пребывают под духовной опекой епископа Иринея до решения вопроса рукоположения украинских епископов и создания епархий Украинской истинно-православной церкви… Владыка Ириней поддерживает право украинского народа иметь свою Поместную Православную Церковь». Богослужебный язык в этой группе — украинский, один из приходов этой группы официально зарегистрирован в отделе по делам религий Ровенской ОДА. Отмечалось также, что через епископа Иринея эта группа «пребывает в евхаристическом и молитвенном единстве с Истинно-православными церквями Греции, России, Болгарии, Румынии». 6 февраля 2011 года епископ Ириней (Клипенштейн) рукоположил диакона УПЦ-КП Виталия Паравчука в сан священника для «независимой православной парафии Иова Почаевского» в Ровно.
24 октября 2013 года на заседании Архиерейского Синода на основании собственного прошения был освобождён от управления Западно-Европейской епархией с оставлением в его ведении лишь общины в Бонне.
Как отмечают журналисты i-news.kz, практически все книги, по которым проводятся службы — издательства Московского Патриархата, одобренные им для совершения таинств и обрядов.
26 ноября 2014 года Чрезвычайный Архиерейский Собор РПЦЗ(А), собравшийся в Одессе под председательством Агафангела (Пашковского), запретил епископов Иринея (Клипенштейна) и Дионисия (Алфёрова) «до их покаяния» «за противление Архиерейскому Собору, отказ явиться на его заседания, за отзыв о своих собратьях в СМИ в неподобающем тоне». При этом в постановлении Собора оговаривается, что «в случае покаяния епископа Иринея, ввиду отсутствия на его приходах служащего священника, предоставить Первоиерарху РПЦЗ право почислить Преосвященного Иринея на покой с правом служения иерейским чином с последующим рассмотрением его дела на ближайшем заседании Архиерейского Синода».
15 февраля 2022 года архиепископ Софроний (Мусиенко) разорвал общение с епископом Иринеем (Клипенштейном) обосновывая это тем, что последний «вторгся в приделы нашей епархии и начал разорять её».
6 октября 2023 года подписал соглашение об установлении евхаристического единства с иерархами Бостонского синода.